# Forestiera
Forestiera là một chi có khoảng 20 loài thực vật có hoa thuộc họ ôliu, Oleaceae. Các loài thuộc chi được gọi là swampprivets trong tiếng Anh. Đa phần chúng là cây bụi.

## Các loài tiêu biểu
- Forestiera acuminata (Michx.) Poir. – Eastern Swampprivet
- Forestiera angustifolia Torr. – Narrowleaf Forestiera, Texas Forestiera, Texas Swampprivet
- Forestiera eggersiana Krug & Urban – Inkbush
- Forestiera godfreyi L.C. Anders. – Godfrey's Swampprivet
- Forestiera hondurensis Standley & L.O.Williams (Honduras)
- Forestiera ligustrina (Michx.) Poir. – Upland Swampprivet
- Forestiera neomexicana A.Gray
- Forestiera pubescens Nutt. – Downy Forestiera, Stretchberry
- Forestiera reticulata Torr. – Netleaf Forestiera, Netleaf Swampprivet
- Forestiera rhamnifolia Griseb. – Caca Ravet
- Forestiera segregata Krug & Urban – Florida Swampprivet
- Forestiera shrevei Standl. – Desert Olive[3][4]

## Hình ảnh

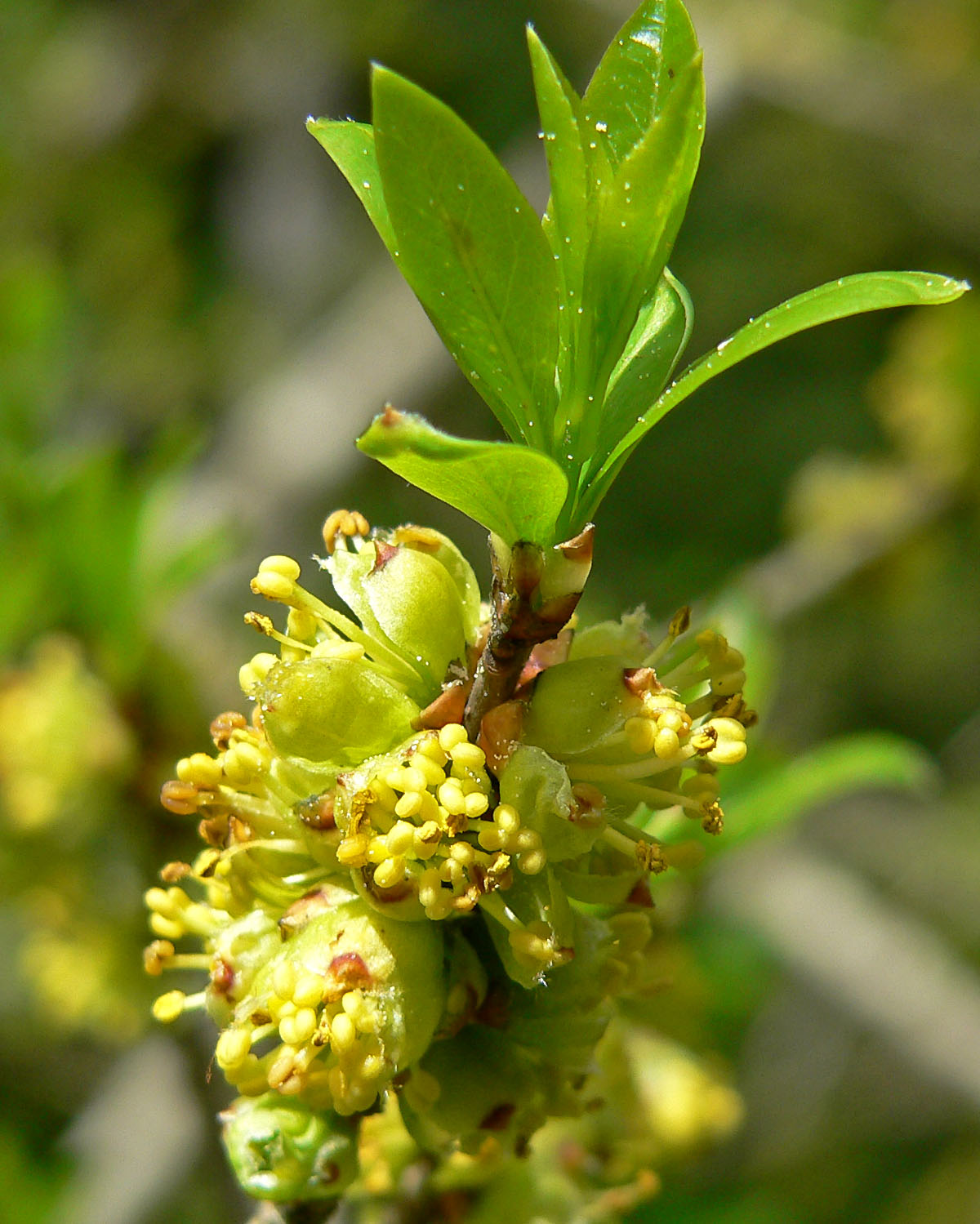
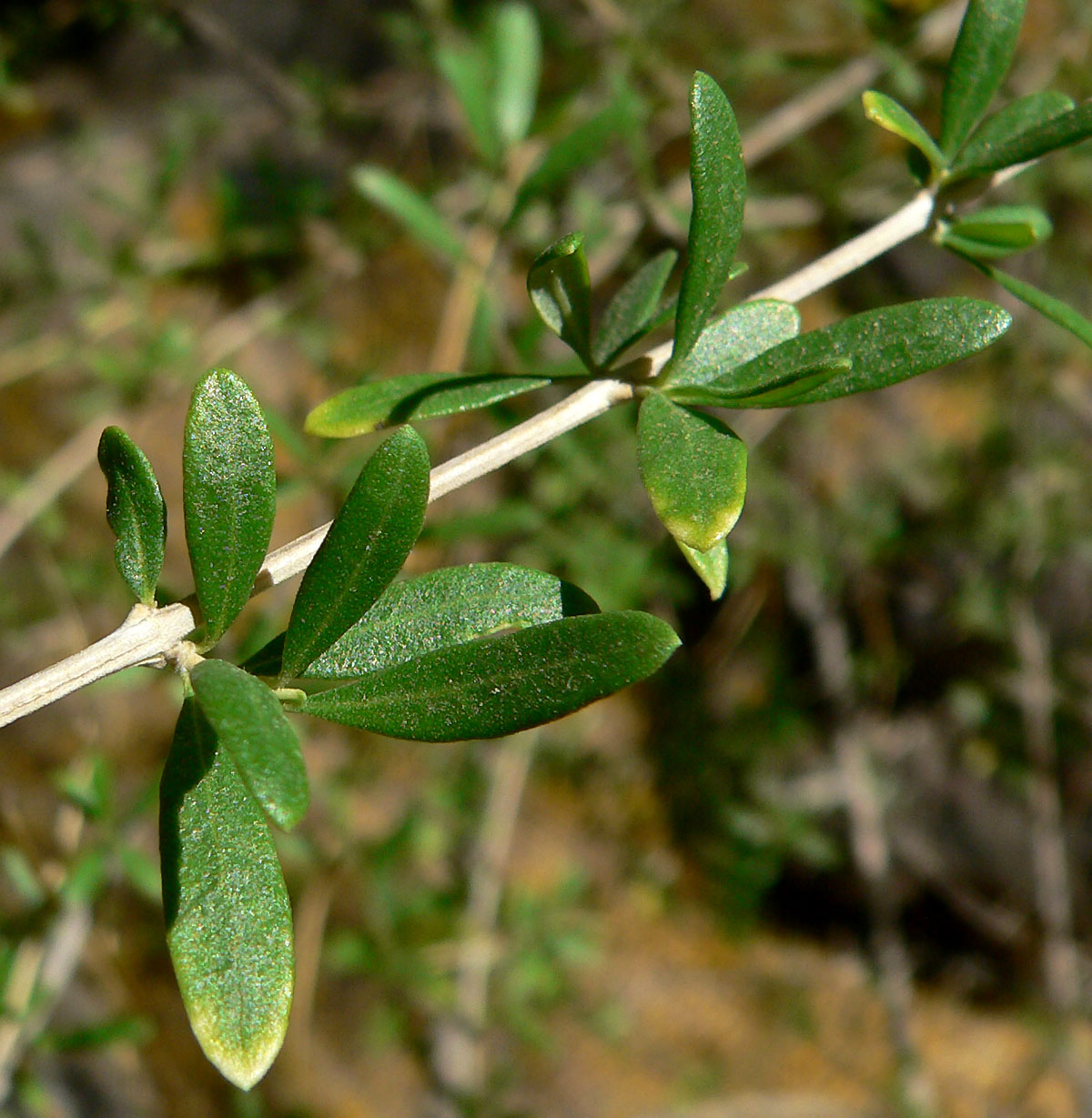
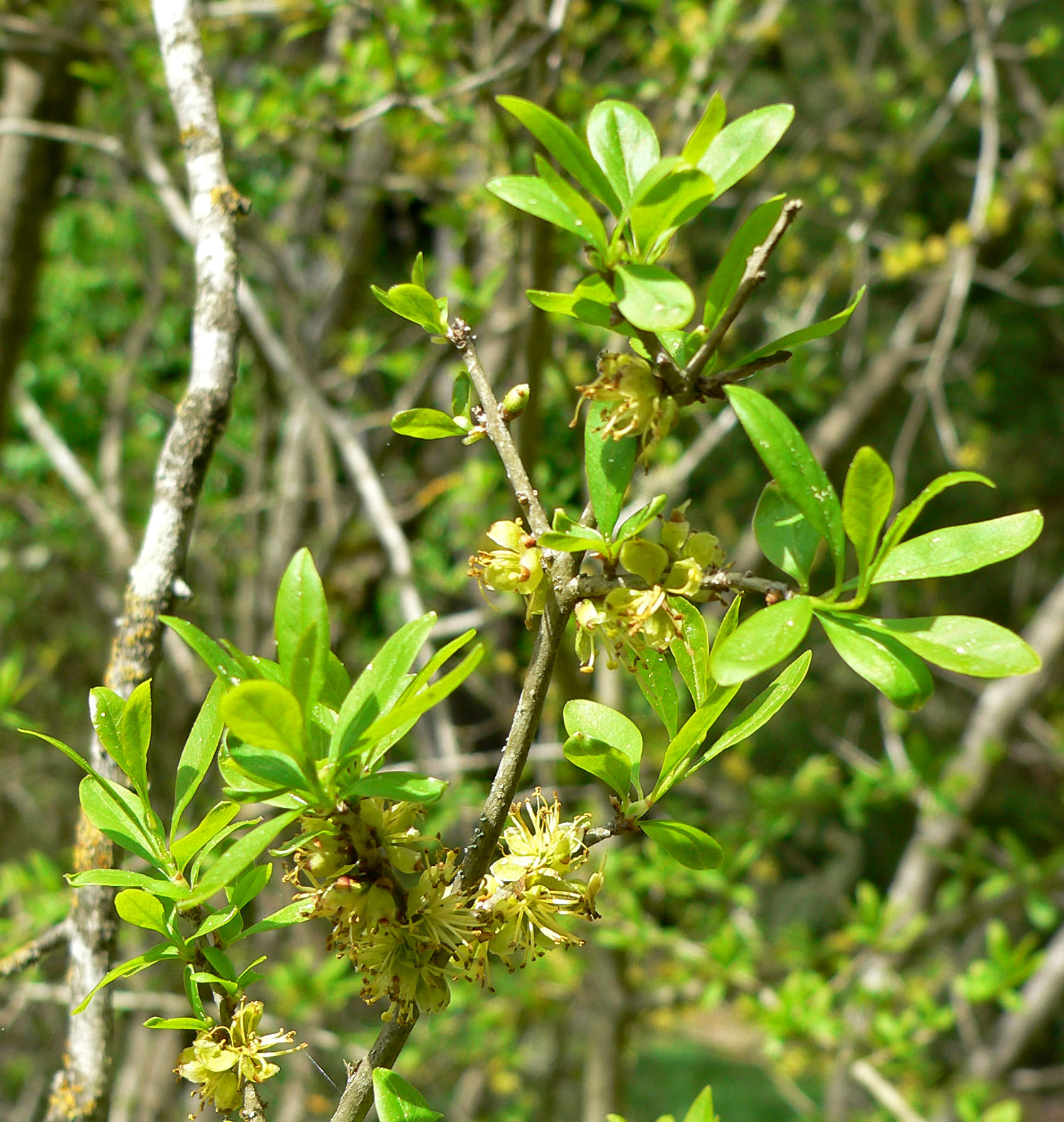